# 3646 Aduatiques
3646 Aduatiques је астероид главног астероидног појаса чија средња удаљеност од Сунца износи 2,755 астрономских јединица (АЈ).
Апсолутна магнитуда астероида је 13,7.